# Communauté urbaine du Grand Reims
De Communauté urbaine du Grand Reims is een publiek samenwerkingsverband van gemeenten in de regio rond Reims. De "stedelijke gemeenschap" werd opgericht op 1 januari 2017 en groepeert 143 gemeenten. Het samenwerkingsverband omvat het grootste deel van het arrondissement Reims.
Het samenwerkingsverband heeft betrekking op domeinen als economie, toerisme, innovatie, afvalverwerking, watervoorziening en mobiliteit.